# Руднєвський
Руднєвський (рос. Рудневский) — село в Козельському районі Калузької області Російської Федерації.
Населення становить 11 осіб. Входить до складу муніципального утворення Село Чернишено.

## Історія
Від 2004 року входить до складу муніципального утворення Село Чернишено.

## Населення
| 2002 | 2010 |
| ---- | ---- |
| 13   | ↘11  |